# Detlev Olshausen
Detlef Johann Wilhelm Olshausen (* 30. März 1766 in Nordheim vor der Rhön; † 14. Januar 1823 in Lübeck) war ein deutscher evangelischer Theologe.

## Leben
Olshausen verlor schon früh seinen Vater, einen Steuereinnehmer. Daher zunächst vom örtlichen Pfarrer vorgebildet, bezog er mit 16 Jahren das Christianeum in Altona. Sein Theologiestudium begann er 1784 an der Georg-August-Universität Göttingen. Wegen Geldmangels musste er schon vor Beendigung der offiziellen Studienzeit von drei Jahren eine Hauslehrer-Tätigkeit übernehmen, zuerst in Leipzig, später in Hamburg und Kopenhagen. Dort stand er im engen Kontakt zum Hauptprediger an der deutschen St.-Petri-Kirche Balthasar Münter, dessen Sohn Friedrich Münter, zum deutschen Hofprediger und späteren Schleswiger Generalsuperintendenten Jacob Georg Christian Adler und dessen Nachfolger Johann Rudolf Christiani. 1791 bestand er das theologische Amtsexamen und promovierte zum Doktor der Philosophie. Seine ersten Veröffentlichungen beschäftigten sich mit Immanuel Kants Philosophie.
Drei Jahre später übernahm er eine Stelle als Diakon in Oldesloe. Beim Stadtbrand im Jahre 1798 verlor er seinen gesamten Besitz und seine Bibliothek. Noch im selben Jahr jedoch wechselte er an die Nikolaikirche in Hohenfelde (Steinburg). 1801 wurde er zum Hauptprediger in Glückstadt befördert.
1804 verstarb seine Frau Ida Gabriele Friederikke Olshausen, geb. Hoyer (* 3. Dezember 1711 in Süderau; † 25. April 1804 in Glückstadt); in der Folge bedrängte ihn Hypochondrie. 1806 verheiratete er sich ein zweites Mal mit Johanna Juliane, geb. Bong. Fünf Jahre darauf verlieh man ihm das Ritterkreuz des Dannebrogordens. Als Glückstadt 1813/14 im Kosakenwinter belagert und angegriffen wurde, erlitt Olshausen wieder schwere Verluste an Hab und Gut. 1815 wurde er als Superintendent nach Eutin berufen. Sein Hauptverdienst dort lag in der Neuorganisation des Schulwesens. 1816 war er Gründungsmitglied der Eutiner Bibelgesellschaft. Er litt in den folgenden Jahren an Krankheiten und starb in Lübeck im Alter von 56 Jahren.
Hermann Olshausen, Theodor Olshausen, Justus Olshausen und Wilhelm Olshausen sind Söhne aus erster Ehe mit Ida Gabriele Friederikke Olshausen. Ein Sohn aus zweiter Ehe, Johannes Julianus Olshausen (* 6. Juni 1817 in Eutin; † 16. Juni 1890 in Davenport, Iowa), wurde Mediziner und wanderte 1847 nach Nordamerika aus.

## Werke
- Prolegomena zu einer Kritik aller sogenannten Beweise für und wider Offenbarung. Ein Versuch (Kopenhagen 1791)
- De usu rationis in religione revelata (1792)
- Ueber die neueste Schleswig-Holsteinische Kirchenagende zur Belehrung und Berichtigung für Laien (1797)
- Sammlung auserlesener Stellen aus den sämmtlichen philosophischen Schriften des Lucius Annäus Seneca (1807)
- Erklärende Anmerkungen zu dieser Sammlung (1808)
- Religionsvorträge für die Fastenzeit (1809)
- Leitfaden zum Unterricht in der christlichen Religion für Bürger- und Landschulen (1811)
- Leitfaden zum ersten Unterricht in der Geographie (1812)
- Bemerkungen über verschiedene das Schulwesen betreffende Gegenstände (1815)

Außerdem veröffentlichte er mit seinem Glückstädter Kollegen Friedrich Wilhelm Wolfrath ein homiletisches Handbuch zu den Perikopen der neuen Schleswig-Holsteinischen Kirchenagende (1798–1800) sowie mehrere Predigtbände mit Nikolaus Funk (Predigten über die gesamten Pflichtenlehre (1798–1805)).